# Op.22 Y-Waltz : in Minor
"Op.22 Y-Waltz : in Minor"(한국어: 오퍼즈 넘버 22 와이-왈츠 : 인 마이너)는 대한민국의 가수 조유리가 2022년 10월 24일 웨이크원을 통해 발매하는 두 번째 싱글 음반이다. 타이틀 곡은 'Loveable'로 알려졌다.

## 배경
조유리는 지난 2022년 6월 2일, 레이블 웨이크원을 통해 "Op.22 Y-Waltz : in Major"를 발매하며, 〈조유리 2022 무곡집 시리즈〉의 시작이라고 설명한 바 있다. "Op.22 Y-Waltz: in Minor"는 그 시리즈의 후속 음반이자 시리즈를 마무리하는 음반으로, 위로와 응원의 메시지를 담아낸 음반으로 설명한다.

## 녹음 및 제작
지난 2017년 2월 발매된 레드벨벳의 EP "Rookie"의 수록곡 'Talk To Me'의 작곡에 참여한 Alina Smith가 'Loveable' 작곡에 참여한 것으로 알려졌다. 또한 미국의 음악 그룹 팬텀 플래닛과 마룬 5의 일원인 샘 패러가 'Loveable'에 참여한 것으로 알려졌다.
지난 조유리의 EP "Op.22 Y-Waltz : in Major"의 'Round And Around'의 작곡을 담당하며 작곡가로 데뷔한 Yejune Synn과 deeno가 'Favorite Part'로 연속으로 작품에 참여한다.

## 발매 과정
2022년 10월, 일부 언론사를 중심으로 조유리가 2022년 10월에 새로운 음반을 발매할 수 있다는 소식을 보도했다. 이어 11일에 웨이크원이 소셜 미디어를 통해 "Op.22 Y-Waltz: in Minor"의 콘셉트 사진이 공개되며 싱글 명칭과 타이틀 곡 명칭이 공개되었다.

### 발매일
| 국가     | 날짜             | 레이블   | 포맷                | 카탈로그  | 비고                 |
| -------- | ---------------- | -------- | ------------------- | --------- | -------------------- |
| 대한민국 | 2022년 10월 24일 | 웨이크원 | CD, 디지털 다운로드 | CMAC11794 | Outside & Inside 2종 |
| 대한민국 | 2022년 10월 24일 | 웨이크원 | CD, 디지털 다운로드 | CMAC11795 | Jewel 1종            |
| 세계     | 2022년 10월 24일 | 웨이크원 | 디지털 다운로드     | ―         |                      |

## 평가
| 전문가 평가 | 전문가 평가 |
| 평가 점수   | 평가 점수   |
| 출처        | 점수        |
| ----------- | ----------- |
| 이즘        | [ 7 ]       |

《이즘》의 한성현은 타이틀 곡 'Loveable'에 대해서 "조유리의 허스키한 톤이 지닌 답답한 구석이 있어 곡을 홀로 곡을 홀로 이끌기에는 자칫 방해 요소가 되기" 쉬운데, 신곡에서 "한계점을 극복하려는 노력이 보인다."고 평가한다. 이어 이러한 단점을 "후렴에 내지르는 보컬을 탑재"하여 최소화 하였다고 평한다. 한편, "온정적인 가사에 맞춘 귀여운 뮤직 비디오 없이 음악만으로 조유리의 '사랑스러움'을 느끼기에는 부족"하다며, 전반적으로 혹평했다.
네이버 바이브의 박희아는 가사의 의미를 설명하며, "따뜻한 응원의 메시지를 노래"하는 작품이라며, 조유리의 러블리한 에너지가 가득 담긴 싱글이라고 평한 바 있다.

## 수록곡
| #            | 제목              | 작사                     | 작곡                                                  | 편곡 | 재생 시간 |
| ------------ | ----------------- | ------------------------ | ----------------------------------------------------- | ---- | --------- |
| 1.           | 〈Loveable〉      | danke                    | Alina Smith, 샘 패러, Gino Barletta, Annalise Morelli | 2:56 |           |
| 2.           | 〈Blank〉         | 연유진, 조아             | Paulina Cerrilla, Kyler Niko, Willie Weeks            | 3:07 |           |
| 3.           | 〈Favorite Part〉 | Yejune Synn, deeno, HERO | Yejune Synn, deeno                                    | 1:39 |           |
| 총 재생 시간 | 총 재생 시간      | 총 재생 시간             | 총 재생 시간                                          | 7:42 |           |

## 차트

### 일간
| 차트 (2022)                      | 최고 순위 |
| -------------------------------- | --------- |
| 대한민국 (써클 소매점 앨범 차트) | 2         |

### 주간
| 차트 (2022)                      | 최고 순위 |
| -------------------------------- | --------- |
| 대한민국 (써클 앨범 차트)        | 6         |
| 대한민국 (써클 소매점 앨범 차트) | 4         |

| 차트 (2022)                   | 최고 순위 |
| ----------------------------- | --------- |
| 대한민국 (써클 다운로드 차트) | 18        |

| 차트 (2022)                   | 최고 순위 |
| ----------------------------- | --------- |
| 대한민국 (써클 다운로드 차트) | 52        |

| 차트 (2022)                   | 최고 순위 |
| ----------------------------- | --------- |
| 대한민국 (써클 다운로드 차트) | 61        |

### 월간
| 차트 (2022)                      | 최고 순위 |
| -------------------------------- | --------- |
| 대한민국 (써클 앨범 차트)        | 22        |
| 대한민국 (써클 소매점 앨범 차트) | 18        |

| 차트 (2022)                   | 최고 순위 |
| ----------------------------- | --------- |
| 대한민국 (써클 다운로드 차트) | 99        |